# Louis-Jules Étex
 (juillet 2016).
Si vous disposez d'ouvrages ou d'articles de référence ou si vous connaissez des sites web de qualité traitant du thème abordé ici, merci de compléter l'article en donnant les références utiles à sa vérifiabilité et en les liant à la section « Notes et références ».

Portrait d'Auguste Comte

Louis-Jules Étex, né le 20 septembre 1810 à Paris et mort le 8 juillet 1889 dans le 6e arrondissement de Paris, était un artiste peintre français, frère cadet du sculpteur et peintre Antoine Étex (1808-1889).

## Biographie
Étex était un élève de Jean-Auguste-Dominique Ingres. Il a montré ses portraits en 1833 au Salon de Paris et a reçu une médaille d'or. Après cela, il a été envoyé par le gouvernement français à Dresde dans le but de faire une copie de la Madone Sixtine de Raphaël pour la Cathédrale Saint-Caprais d'Agen en Aquitaine.
Après l'exécution de la commande Etex a visité l'Italie. De retour à Paris, il se fixa 15 Quai Voltaire, il crée en plus des portraits et des images historiques et de genre.
Louis-Jules Étex a été professeur à l'École des beaux-arts de Paris. Il a compté parmi ses étudiants depuis 1845 Marcellin Desboutin (1823-1902) et Antoine Auguste Thivet (1856-1927).